# Şahan Gökbakar

Şahan Gökbakar (n. 22 octombrie 1980, İzmir, İzmir, Turcia) este un popular comic turc și actor de film.
Prima sa emisiune de televiziune a fost „Zibin” pe canalul turc de satelit TV8. Având audiență bună, emisiunea a fost continuată cu „Zoka” și cu „Dikkat Şahan çıkabilir”.

## Filmografie selectivă
- 2010: Recep Ivedik 3
- 2009: Recep Ivedik 2
- 2008: Recep Ivedik
- 2006: Gen (film de groază)